# نیفرن
نیفرن (به آلمانی: Nievern) یک شهر در آلمان است که در Verbandsgemeinde Bad Ems واقع شده‌است. نیفرن ۱٬۰۰۴ نفر جمعیت دارد.